# Heinrich Eckardt
Heinrich Eckardt (* 20. März 1877 in Salzungen; † 20. Dezember 1957 in Bad Salzungen) war ein deutscher Unternehmer und Politiker (SPD).

## Leben und Beruf
Eckardt wurde als Sohn eines Zigarrenarbeiters geboren. Nach dem Schulbesuch absolvierte er eine Lehre als Tabakarbeiter. Von 1909 bis 1929 war er als Zigarrenfabrikant in Salzungen tätig.

## Politik
Eckardt trat während der Zeit des Deutschen Kaiserreiches in die Sozialdemokratische Partei Deutschlands (SPD) ein. Er war von 1909 bis 1918 Landtagsabgeordneter im Landtag des Herzogtums Sachsen-Meiningen, von 1919 bis 1920 Landtagsabgeordneter im Freistaat Sachsen-Meiningen und dann noch bis 1923 Mitglied der dortigen Gebietsvertretung. Von 1919 bis 1920 amtierte er als Staatsrat in der Regierung des Freistaates Sachsen-Meiningen. Am 26. Juni 1928 rückte er als Abgeordneter in den Thüringer Landtag nach, dem er bis 1929 angehörte.